# Асасините на Персия 1 - Спящият убиец
„Асасините на Персия 1 – Спящият убиец“ е книга-игра, която излиза през май 2011 година. Нейни автори са Робърт Блонд (Богдан Русев) и Ейдриън Уейн (Александър Александров). Тя е първата книга-игра от поредицата „Асасините на Персия“.

## Резюме
„Спящият убиец“ е първата книга от поредицата интерактивни романи „Асасините на Персия“. Интерактивния роман представлява книга-игра, в която основно е акцентирано върху литературата в книгата и по-малко на игровата част. В нея играчът трябва да преведе двамата главни герои – Самир и Ракса – през редица премеждия и изпитания в древния град Исфахан.